# Micronèsia
|  | No s'ha de confondre amb els Estats Federats de Micronèsia. |

La Micronèsia és una regió d'Oceania que limita a l'oest amb les Filipines, al sud-oest amb Indonèsia, al sud amb Papua Nova Guinea i la Melanèsia, i al sud-est i a l'est amb la Polinèsia. La paraula és un neologisme modern, fet del grec antic μικρόν, petit i νησoς o νηση, illa, península.
La regió consisteix en centenars de petites illes repartides sobre una àmplia extensió del Pacífic occidental. Políticament, són dividides en set països:
- Els Estats Federats de Micronèsia
- La república de les Illes Marshall
- La república de Palau
- La Commonwealth de les Illes Mariannes Septentrionals
- La república de Nauru
- La república de Kiribati
- El territori de Guam

Van ser colonitzat breument per Espanya de 1886 a 1899, que les van donar el nom de «Carolines» en honor del rei castellà Carles II (1661-1700). El 1899, Espanya desdinerada després de la Guerra hispano-nord-americana de 1898, les va vendre a Alemanya, que les va cedir al Japó al començament de la primera guerra mundial. Després de la segona guerra mundial, els quatre primers van esdevenir el Fideïcomís de les Illes del Pacífic, o Trust Territory of the Pacific Islands, administrat pels Estats Units.

## Llengües
Tots els pobles micronesis parlen llengües austronèsies, i gairebé totes aquestes pertanyen al subgrup oceànic de les llengües austronèsies. Només en trobem tres excepcions a la Micronèsia occidental: el chamorro de les Mariannes, el iapès dels Estats Federats de Micronèsia i el palauès; aquestes tres llengües pertanyen al subgrup malaiopolinèsic occidental, que inclou unes poques llengües parlades avui dia a les Filipines i Indonèsia. A l'extrem oriental dels Estats Federats de Micronèsia, les llengües nukuoro i kapingamarangi representen una extensió occidental de les llengües polinèsies.